# Sedwitz
Sedwitz ist eine 2015 von der Produktionsfirma NSA (Neue System Agentur) im Auftrag des Bayerischen Rundfunks und Mitteldeutschen Rundfunks für Das Erste produzierte sechsteilige deutsche Fernsehserie unter der Regie von Paul Harather (Indien, Schlawiner), der zusammen mit Stefan Schwarz (Die Großrussin, Wir sollten uns auch mal scheiden lassen) auch die Drehbücher zu der Serie verfasste.
Gesendet wurde die Serie vom 3. September bis 8. Oktober 2015 jeweils im Wochenrhythmus vom Ersten, dem Bayerischen Rundfunk und dem Mitteldeutschen Rundfunk, wobei die Folgen jeweils montags vor der Ausstrahlung auch im Internet veröffentlicht wurden.

## Handlung
Laut Einleitung handelt die Serie von „eine[r] Krise, die unsere Welt an den Rand des Abgrunds geführt hätte, eine[r] Krise, die bis heute in den Geheimarchiven Moskaus und Washingtons schlummert“. Jede Episode beginnt mit Auszügen aus Interviews angeblicher ranghoher Geheimdienstdirektoren. Demnach habe „ein einziger Mann“ „einen fabelhaften Plan“ der Sowjetunion „zunichtegemacht“. Im Gegensatz dazu dreht sich die eigentliche Handlung um eher alltägliche Dinge, der Bezug zur Weltpolitik bleibt bei vagen Andeutungen.
Im Mittelpunkt steht der DDR-Grenzoffizier Ralle Pietzsch (Thorsten Merten), der 1988 von einem sterbenden Stasi-Führer den Schlüssel zu einem hoch geheimen Tunnel unter der Grenze erhält. Statt den Schlüssel abzugeben, möchte er seinem Sohn den sehnlichsten Geburtstagswunsch erfüllen und ihm einen Zauberwürfel schenken. Doch den gibt es nur im westlichen Teil des fiktiven thüringisch-fränkischen Ortes Sedwitz.
Nur einmal will Ralle in den Westen, doch dann trifft er auf den notorisch arglosen Bundesgrenzschutzbeamten Hubsi (Stephan Zinner), den geschäftstüchtigen Gastwirt Franz Haueisen (Hannes Ringlstetter) und die hübsche Lehrerin Astrid (Judith Richter). Ehe er sich versieht, steckt Ralle in einem Geflecht von Schmuggel, Korruption und Geheimdienstlichkeiten. Sogar die Akte „Kaiserwalzer“ will man ihm verkaufen, bevor sie Russen oder Amerikanern in die Hände fällt. Vor allem erkennen Ralle und seine neuen Freunde langsam, dass sie sich nur behaupten können, wenn die kleinen Leute westlich und östlich der Grenze zusammenhalten.

## Charaktere

### Oberleutnant Ralf „Ralle“ Pietzsch
Thorsten Merten spielt Ralf „Ralle“ Pietzsch, einen ostdeutschen Grenzoffizier. Die Familie steht für ihn an erster Stelle. Dann erst kommt der Job. Und wenn ihn seine Frau Kerstin daran erinnert, dass das Leben in der Sperrzone auch für die Kinder Kathleen und Ole Probleme mit sich bringt, dann nimmt sich Ralle das zu Herzen. Den Zauberwürfel braucht er ganz dringend, um seinen Sohn zum Geburtstag davon abzulenken, dass seine Freunde keine Lust haben, mit ihm in der Sperrzone von Sedwitz zu feiern.

### Hubert „Hubsi“ Weisspfennig
Stephan Zinner spielt Hubert „Hubsi“ Weisspfennig, den BGS-Grenzbeamten. Grundsätzlich gutmütig nervt er seine Zeitgenossen wie seinen neuen Freund Ralle mit langen Rede-Ergüssen, zum Beispiel über das Verhältnis der Haarfarbe zur sexuellen Lust der Frauen. Immerhin verhilft ihm das bei Frauen wie Debbie Haueisen zu dem einen oder anderen Date im fröhlich wackelnden BGS-Bus.

### Feldwebel Ingo Schnaider
Matthias Jentsch spielt Feldwebel Ingo Schnaider, der für die in Sedwitz stationierten Grenztruppen der DDR unverzichtbar ist. Er funktioniert meistens reibungslos – und bleibt doch unberechenbar.
Die gelegentlichen Insubordinationen, wenn er sich mit seinem Vorgesetzten Ralle auf Augenhöhe wähnt, werden von diesem konsequent abgeblockt. Grundsätzlich ist dieser Schnaider ein positiver Mensch, der sich in seiner strukturierten Existenz eingerichtet hat – bis der Weg in den Westen lockt.

### Gefreiter Dirk Stordel
Kevin Wilke ist Gefreiter Dirk Stordel. Er hat keine Chance, aber er nutzt sie. Der Gefreite Dirk Stordel ist der Jüngste in der Truppe. Er wird gern ein bisschen herumgeschubst und -kommandiert.
Aber für Stordel ist das Leben so in Ordnung. Bis seine Freundin ihm schreibt, dass sie einen Ausreiseantrag gestellt hat und ihm so zu verstehen gibt, wie wenig ihr an ihm liegt.

### Major Neubert
Olaf Burmeister spielt Major Neubert, den Kommandanten in Sedwitz. Seine kleinen Zauberkunststücke sollen beweisen, was für ein geschickter Kerl dieser Kommandant doch ist. Dass ihn keiner so richtig für voll nimmt, ahnt Neubert bestenfalls.
Er ist viel mehr damit beschäftigt, die Demütigungen des Lebens vor sich und anderen zu begründen. Etwa, wenn er fassungslos zusieht, wie der Kameramann, den er gutmütig eine Leiter an die Mauer lehnen lässt, die Chance zur Flucht ergreift.

### Astrid Hillebrand
Judith Richter ist Astrid Hillebrand. Die Lehrerin ist eine Seele von Mensch und politisch aktiv. Wenn sie mit ihrer Klasse die Grenze besucht, dann hat sie vorher Papierflieger basteln lassen, die dann von der freien in die unfreie Welt segeln als Zeichen an die armen DDR-Bürger, dass man an sie denkt.
In Astrid Hillebrands großes Herz passt sogar Ralle, den sie bei seinem ersten Besuch im Westen mit einem Rabenvater verwechselt, dessen Sohn unter der Trennung der Eltern leidet. Er schwärmt ihr gegenüber so liebevoll von seinem Sohn – da schmilzt Astrid dahin und schafft sich im Geiste schon ein großes Doppelbett an. Aber es gibt ein böses Erwachen für sie …

## Folgen

### Folge 1 – Trafo 257
Wir schreiben das Jahr 1988. Das im thüringisch-fränkischen Grenzgebiet gelegene Örtchen Sedwitz ist geteilt. Die Mauer hat Familien und Existenzen vor langer Zeit entzweit. Wenn der Bundesgrenzschutzbeamte Hubert „Hubsi“ Weißpfennig mit Debbie, der attraktiven Gattin des geschäftstüchtigen Gastwirts Franz Haueisen, im Schatten der Mauer ein Stelldichein hat, schauen die DDR-Grenzer Dirk Stordel und Ingo Schnaider eher desinteressiert zu.
Das routinierte Ignorieren findet ein jähes Ende, denn Veteran Atze Stahlmann liegt im Sterben. Von den anderen unbemerkt vertraut dieser DDR-Grenzoffizier Ralf „Ralle“ Pietzsch vor seinem Ableben einen Schlüssel an. Der gehört zum Trafohäuschen 257, in dem ein geheimer unterirdischer Gang in den Westen beginnt. Weil er seinem traurigen Sohn Ole mit dem ersehnten Zauberwürfel zum Geburtstag eine Freude machen will, nutzt Ralle den Tunnel für einen ersten Ausflug in den Westen – ohne Wissen seiner Frau Kerstin.
Doch das erste Auto, in das er einsteigt, gehört ausgerechnet Hubsi – und der bildet sich eine Menge auf seine Menschenkenntnis ein. Nur dumm, dass Ralles selbstgefälliger Vorgesetzter, Major Neubert, nichts von dessen Aktivitäten ahnt.

### Folge 2 – Zauberwürfel
Fast wäre der Westausflug von Ralle Pietzsch aufgeflogen. Der BGS-Beamte Hubsi Weißpfennig fuchtelt jedenfalls gefährlich mit seiner Dienstwaffe vor Ralles Nase herum. Doch der redet nur vom Zauberwürfel und dann rettet ihn der Wirt Franz Haueisen, der Hubsi seinen Lottoschein mitgeben will und in seinem Gasthaus wieder krumme Dinge dreht. Major Neubert verliert indessen im Ostteil seinen Glauben ans Fernsehen. Denn statt ihn ordentlich ins Bild zu setzen, nutzt der Kameramann die Gunst der Stunde und türmt per Leiter in den Westen.
Ralle lässt sich von Hubsi zur Schule in Coburg chauffieren, wo er endlich den ersehnten Zauberwürfel organisieren will. Doch Ralle landet mitten im Elternsprechtag, wo ihn Bruno Patzelt und Miriam Stendelbrecht in eine absurde Diskussion verwickeln, der sich Ralle durch die Flucht nach vorn in das Sprechzimmer von Lehrerin Astrid Hillebrand entzieht. Die hält ihn für den schwerreichen Vater eines Jungen, dessen Eltern sich trennen wollen. Aber am Ende bekommt Ralle den ersehnten Zauberwürfel.
Wieder daheim im Osten, will Ralle endlich den Triumph genießen, dass er den Zauberwürfel für Oles Geburtstagsfeier organisiert hat. Er ahnt nicht, dass der LPG-Boss Schuschke mehr als einen Hintergedanken hat, wenn er Ralles Frau Kerstin ausfragt. Und dann erlebt Ralle eine Überraschung: Beim Grenzkontrollgang mit Schnaider und Stordel entdeckt ihn Hubsi von der anderen Seite des Grenzzauns.

### Folge 3 – Echtgeld
Während Feldwebel Schnaider und der Gefreite Stordel mit dem Maschinengewehr auf Wildschweinjagd gehen, will Ralle Pietzsch seine Frau Kerstin schick ins Interhotel ausführen. Doch obwohl innen gähnende Leere herrscht, verweigert man dem Ostpaar den Eintritt mangels Westgeld.
Von Sigge Wetzel erfährt Ralle, dass man für Antiquitäten im Westen ordentlich Geld kassiert. Beim Versuch aus einer Scheune ein altes Spinnrad zu organisieren, um es im Westen zu Geld zu machen, wird er von Schnaider und Stordel überrascht. Geistesgegenwärtig deklariert Ralle die Aktion zum Test, den seine Untergebenen leider nicht bestanden hätten.
In der Kaserne wartet der russische Offizier Wladislaw auf ihn. Er fragt Ralle, ob ihm Atze Stahlmann nicht noch etwas gesagt oder anvertraut hätte – schauderlich übersetzt von Major Neubert. Währenddessen wird Hubsi auf der Westseite von Geheimdienstler Dieter Meyer dazu angehalten, dem Stufe-10-Agenten „Ernst Thälmann“ jede Hilfe zuteilwerden zu lassen.
Das Spinnrad, das Ralle im Westen zu Geld machen wollte, wird von Lehrerin Astrid Hillebrand als vermeintliche Spende beim Dorffest angenommen und für 100 DM versteigert. So viel bekommt Ralle dann aber auch, als er beim Preisschießen den Hauptgewinn holt – und danach von der Lehrerin rückhaltlos angehimmelt wird. Astrid steckt ihm sogar ihre Telefonnummer zu. Dabei nutzt Ralle die 100 DM, um endlich mit seiner Frau einen schönen Abend im Interhotel verbringen zu können.
Am nächsten Morgen fehlt sein Dienstausweis. Ralle rast zum Trafohäuschen und wird auf frischer Tat von Schnaider und Stordel ertappt.

### Folge 4 – Der Mond ist aufgegangen
Bei der nächtlichen Grenzkontrolle wird der Gefreite Stordel bei der Vorstellung ganz sentimental, dass seine in den Westen ausgereiste Freundin Anja auch gerade den schönen Vollmond sieht. Tatsächlich handelt es sich aber um einen Heißluftballon mit Republikflüchtlingen, die entkommen können, da Feldwebel Schnaider seine Munition in eine andere Richtung verschießt.
Ralle muss seine Frau Kerstin trösten, die ihm beichtet, dass in ihrer LPG-Kasse 10.000 Mark fehlen. Wenn das Geld in drei Wochen nicht wieder auftaucht, wandert sie für drei Jahre ins Gefängnis.
Gleich am nächsten Tag kauft Ralle dem Bauer Sigge Wetzel zwei alte Truhen ab, um sie mit Stordels und Schnaiders Hilfe durch den Tunnel auf die Westseite zu bringen, wo ihnen Franz Haueisen 160 DM plus seine Jeansjacke dafür zahlt.
Hubsi Weisspfennig offenbart Ralle auf dem Wirtshausklo, er habe aus höchsten Kreisen erfahren, dass er ein Top-Agent sei und auf seine Hilfe bauen könne. Sofort muss Ralle Hubsis Dienste auch in Anspruch nehmen, denn Stordel ist verschwunden. Ralle lässt sich mit Schnaider nach Hof chauffieren, denn dort will Stordel im Krankenhaus seine Freundin Anja zur Rede stellen.
Ralle kann ihn gerade noch von diesem aussichtslosen Unterfangen abhalten und gemeinsam geht es zurück nach Sedwitz – pünktlich zum Wachwechsel. Doch vor dem Tunnel parkt ein Bagger. Die Lage scheint aussichtslos.

### Folge 5 – Kaiserwalzer
Weil ihnen im Westen ein Bagger den Rückweg durch den Tunnel versperrt, ersinnen Ralle, Stordel und Schnaider mit Hubsis Hilfe eine List, um wieder auf den Ostteil der Grenze wechseln zu können. Sie werfen so lange Äste auf die Signalzaundrähte, bis Major Neubert die ständigen Fehlalarme nicht mehr ernst nimmt. Doch dann werden sie von Unteroffizier Möckl in flagranti erwischt und müssen ihn mit ins Boot nehmen.
Glücklich daheim trifft Ralle auf eine deprimierte Kerstin, die schon ihrem Vorgesetzten Schuschke Meldung von den in der LPG-Kasse fehlenden 10.000 Mark gemacht hat. Ralle verspricht ihr, das Geld zu beschaffen. Bei Sigge Wetzel bestellt er weitere Bauernmöbel, um sie im Westen dem Wirt Franz Haueisen zu verkaufen.
Für Hubsi Weisspfennig läuft es nicht gut. Dieter Meyer vom Staatsschutz zwingt ihn mit vorgehaltener Motorsäge zum Totalstrip im Wald. Hätte ja sein können, dass er verkabelt ist ...
Hubsi soll Ralle für den nächsten Tag zur Bank an der Kapelle am Westeingang des Tunnels bestellen, denn Meyer besitzt die Akte „Kaiserwalzer“ mit Infos über die wahren Ursachen für den Tod von Franz Josef Strauß. Doch Ralle hat momentan noch ganz andere Sorgen, da der russische Offizier Wladislaw glaubt, dass Ralle seit dem Ableben von Atze Stahlmann über geheime Informationen verfügt.

### Folge 6 – Trick 17
Nie hätte sich Ralle Pietzsch träumen lassen, dass ihn ausgerechnet ein Zauberkunststück von Major Neubert auf die entscheidende Idee bringen würde, wie er die für den West-Export gedachten DDR-Bauernschränke vor dem Zugriff durch die Staatsmacht retten kann. Ralle braucht dringend das Geld für die Schränke, um seine Frau Kerstin vor dem sicheren Gefängnis zu bewahren. Bei Franz Haueisen kann Ralle diesmal einen wesentlich besseren Preis herausholen – obwohl eine völlig aufgelöste Astrid Hillebrand den Wirt warnt: Ralle sei nicht der, für den er sich ausgebe, sondern ein Betrüger. Auf dem Weg zurück bringt sich bei Ralle noch einmal Dieter Meyer ins Gedächtnis. Er will endlich die Million für die Akte „Kaiserwalzer“, die ihm der verstorbene Atze Stahlmann versprochen hatte.
Mit den 10.000 Mark für Kerstins LPG-Kasse kommt Ralle freudestrahlend nach Hause. Doch Kerstin ist traurig. Sie glaubt, er betrüge sie, weil sie ihn nicht in der Kompanie erreicht hat. Ralle kann sie vom Gegenteil überzeugen, was aber auch nicht viel hilft, weil der LPG-Vorsitzende Schuschke ein linkes Spiel spielt. Er hat weitere 10.000 Mark aus der Kasse entwendet, was er Kerstin geschickt in die Schuhe schiebt – und die Revision ist auch schon da. Ralle begreift, was Sache ist, und sucht nach einem letzten Ausweg. Er konfrontiert Schuschke mit seinem Wissen, dieser gibt aber zu verstehen, dass er wegen seiner ranghohen Positionen nichts zu befürchten hat und Kerstin dem Gefängnis nicht entgehen kann. Darauf schlägt Ralle Schuschke nieder und fährt mit ihm im Kofferraum seines Trabis davon; eine Szene, die bereits in der Einleitung der ersten Folge gezeigt wurde. Zuletzt erscheint der Text: „…kurz danach erwarb Oberleutnant Pietzsch die Akte "Kaiserwalzer“. Dies war ein Grundstein für die Wiedervereinigung der beiden deutschen Staaten …

## Namensgebung
Der Name des für die Sendung namensgebenden fiktiven Handlungsortes Sedwitz ist ein Wortspiel aus SED und Witz. Er soll auf die Absurdität („Witz“) der von der SED überwachten Trennung Deutschlands verweisen, stellt aber als Namenstypus auch eine (gerade im Osten Deutschlands) häufig vorkommende Form (-itz) dar.

## Trivia
Im Film wird Ingo Schnaider als Feldwebel angesprochen, trägt aber die Schulterstücke eines Unteroffiziers. In der ARD-Mediathek wird ebenfalls der falsche Dienstgrad genannt.

## Kritik
„Hier gibt es keine Belehrungen und Lehren, hier schlawinert sich einer durch eine durchgedrehte Welt, die sich in zwei durchgedrehte Hemisphären mit lauter verschrobenen Charakteren teilt. Jede Figur ist eine Karikatur, aber eine sympathische (…)“

„Die ARD hat eine grandiose Posse über Ossis, Wessis und die Absurditäten der deutschen Teilung entwickelt. „Sedwitz“ läuft zwar leider auf einem undankbaren Sendeplatz, doch die Mini-Serie hat großes Potenzial.“

„Auf der DDR-Seite von Sedwitz wird einmal mehr die eher oberflächliche Charakterstudie vom tapsigen Ossi betrieben. Wer die Geduld aufbringt, auf den Tunnel und damit den Westen zu warten, wird nicht belohnt. Man hofft auf Licht, aber am Ende des Tunnels bleibt es schlicht.“

„Ein spielerisches Was-wäre-wenn, angelegt im Jahr 1988, in dem an Trabbikolonnen, Sektduschen und Soli noch nicht zu denken war. Ein Grenzexperiment mit liebenswürdigen Deppen auf beiden Seiten.“

## Podcast
Die sechs Folgen kann man auf der Sendungsseite des Ersten bis zu sechs Monate nach Ausstrahlung der jeweiligen Folge als Podcast herunterladen.